# Тарнавский, Юрий
Ю́рий Тарна́вский (укр. Юрій Тарнавський; род. 3 февраля 1934, Турка, ныне Львовской области) — украинский поэт, прозаик, переводчик, лингвист.

## Биография
Родился в учительской семье на Западной Украине, принадлежавшей в этот период Польше.
В 1944 семья Тарнавских двинулась на Запад и осела в лагере перемещённых лиц под Ной-Ульмом. Здесь и в Мюнхене Тарнавский учился в школе.
В 1952 Тарнавские переехали в США и поселились в Ньюарке, штат Нью-Джерси.
Юрий Тарнавский окончил в Ньюарке инженерный колледж и в 1956—1992 работал в компании IBM. Область научных интересов Тарнавского постепенно смещалась к проблемам искусственного языка и машинного перевода, для чего потребовалось получить лингвистическое образование.
В 1982 Тарнавский защищает диссертацию по проблемам семантики в рамках Расширенной Стандартной Теории Ноама Хомского. В 1990-е гг. Тарнавский работал в Колумбийском университете в качестве профессора украинской литературы и одного из координаторов всей украинской программы.
Уже первая книга стихов Тарнавского «Жизнь в городе» (укр. «Життя в місті», 1956), с её урбанистическими и танатографическими мотивами, свободным ритмом и общей ориентацией скорее на опыт европейского и американского модернизма, стала поворотным событием в украинской поэзии XX века. В 1958 Тарнавский стал одним из основателей Нью-Йоркской группы украинских поэтов и вплоть до 1971 был соредактором её ежегодного альманаха «Новые стихи» (укр. «Нові Поезії»). В 1961 вышел первый роман Тарнавского «Дороги» (укр. «Шляхи»), посвящённый послевоенной жизни немецкой молодёжи и отмеченный влиянием экзистенциализма.
В 1970—1980-е годы Тарнавский пишет главным образом прозу и преимущественно на английском языке; его романы «Менингит» и «Три блондинки и смерть» (англ. «Meningitis», 1978; англ. «Three Blondes and Death», 1993) построены на языковом и композиционном эксперименте.
С начала 1990-х годов Тарнавский возвращается к украиноязычному творчеству в поэзии и прозе, а также в драматургии. В киевских и харьковских издательствах выходят его новые книги и четырёхтомное собрание сочинений. Тарнавский публикует также статьи о современном положении украинской литературы и театра, переводы с разных языков на украинский (в том числе пьес Сэмюэла Беккета и Федерико Гарсиа Лорки) и с украинского на английский.
На русском языке в 2024 году вышла книга избранных стихотворений Тарнавского «У раны есть имя» в переводе Дмитрия Кузьмина.